# Hamo Hythe

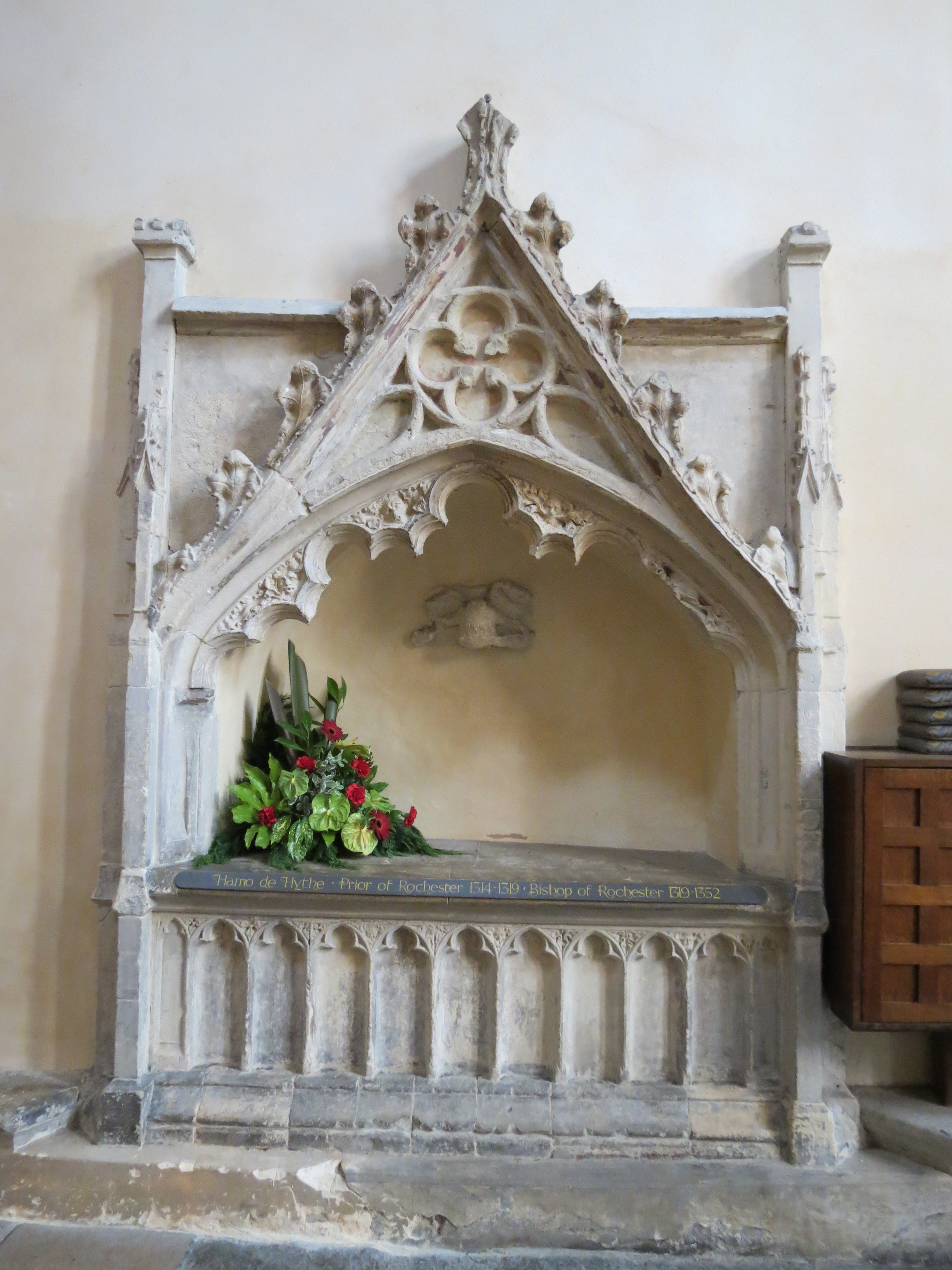
Grabdenkmal von Hamo Hythe in der Kathedrale von Rochester

Hamo Hythe (auch Hethe) OSB (* um 1270 in Hythe; † nach Mai 1357) war ein englischer Ordensgeistlicher. Von 1317 bis zu seinem Rücktritt 1352 war er Bischof von Rochester.

## Herkunft und Aufstieg als Geistlicher
Hamo Hythe war ein Sohn von Gilbert und Alice Noble aus Hythe in Kent, wonach er benannt wurde. An der Stelle seines Elternhauses stiftete er später ein Hospital. Er hatte mindestens zwei Brüder, John und William († 1328). Um 1302 legte Hythe seine Profess als Benediktiner ab. 1307 wurde er Kaplan von Bischof Thomas Wouldham von Rochester. Nach dem Rücktritt von Prior John Greenstreet im Mai 1314 wurde Hythe neuer Prior der Kathedrale von Rochester. Er hatte allerdings mehrere Gegenkandidaten, die Erzbischof Walter Reynolds von Canterbury zu einer Visitation des Kathedralpriorats bewegten. Die Ernennung von Hythe wurde dennoch nicht mehr rückgängig gemacht.

## Wahl zum Bischof von Rochester
Nach dem Tod von Bischof Wouldham wählten die Mönche des Kathedralpriorats am 18. März 1317 Hythe zum neuen Bischof der Diözese Rochester. Papst Johannes XXII. erklärte jedoch am 19. März, dass er das Recht beanspruchte, Giovanni di Puzzuoli, den Kaplan der englischen Königin Isabelle als neuen Bischof einzusetzen. Zunächst sollten die Kardinäle Gaucelin und Luca Fieschi, die als päpstliche Legaten in England dienten, den Streit entscheiden. 1318 entschied dann der Papst, dass die Kurie in Avignon über die Besetzung der Diözese entscheiden sollte. Daraufhin musste Hythe Anfang 1319 selbst nach Avignon reisen, um seinen Anspruch zu vertreten. Angeblich wollte Hythe dort keine Bestechungsgelder an die Kardinäle zahlen, doch tatsächlich zahlte er zumindest an Kardinal Guillaume Teste Geld. Auch der englische König Eduard II. versuchte die Entscheidung zugunsten seines Kandidaten Puzzuoli zu beeinflussen. Am 21. Juli 1319 wurde schließlich die Wahl von Hythe durch die Kurie bestätigt, und am 26. August wurde er in Avignon zum Bischof geweiht. Er kehrte anschließend nach England zurück. Am 2. Dezember übergab ihm Erzbischof Reynolds die Spiritualia und am 5. Dezember der König die Temporalien der Diözese. Am 13. Januar 1320 erfolgte die Inthronisation von Hythe in Rochester. Er war zu dieser Zeit hoch verschuldet und musste dazu noch 1450 Florin an die Kurie zahlen, was er aber bis Februar 1321 erledigte. Hythe führte aber noch nach seiner Inthronisation über ein Jahr lang einen erbitterten Streit mit dem Erzbischof über die Höhe der Erstattung der Einkünfte aus den Temporalien, die nach dem Tod von Bischof Wouldham von Erzbischof Reynolds verwaltet worden waren.

## Politische Tätigkeit während der Herrschaft von Eduard II.
Obwohl Hythe als Bischof ein gutes Verhältnis zu Eduard II. hatte, hielt er sich politisch zurück. Er war aber offenbar über die Situation am Königshof und über die politische Lage gut informiert, wie die von William de Dene, einem von Hythes Beamten verfasste Historia Roffensis deutlich macht. Aufgrund seiner oft angegriffenen Gesundheit und wegen der relativen Armut seiner Diözese entschuldigte sich Hythe, wenn ihm diplomatische Missionen angetragen wurden. Er widmete jedoch viel Zeit dem Ausbau seiner bischöflichen Residenzen, vor allem in Halling und in Trottiscliffe im nördlichen Kent. Im Gegensatz zu mehreren anderen Bischöfen misstraute er offen den Baronen, die ab 1321 im Despenser War gegen den König rebellierten, besonders Bartholomew de Badlesmere, einen Baron aus Kent hielt er für einen Lügner. Der König konnte 1322 die Rebellion niederschlagen, und Hythe unterstützte in den nächsten Jahren weiter die Politik von Eduard II. Als Königin Isabelle 1325 aus Protest gegen den Einfluss der Despensers auf den König von einer diplomatischen Mission in Frankreich nicht nach England zurückkehren wollte, riet Hythe 1326 dem König, sich von der Königin scheiden zu lassen. Der König befürchtete inzwischen eine Invasion seiner Gegner, und Hythe sollte im Fall einer Invasion den Earl of Norfolk bei der Aufstellung von Truppen in Essex und Hertfordshire unterstützen. Als die Königin im September 1326 tatsächlich mit Roger Mortimer, anderen Unterstützern und einem Heer in England landete, um den König zu stürzen, brach die Herrschaft von Eduard II. rasch zusammen. Hythe war im Oktober in London, wo es zu Ausschreitungen und Plünderungen kam. Er weigerte sich, sowohl Bischof John Stratford von Winchester wie auch Erzbischof Reynolds zu begleiten, die beide als Vermittler zu Isabelle reisen wollten. Reynolds flüchtete schließlich mit Pferden von Hythe aus London, der daraufhin zu Fuß aus London flüchten musste.

## Tätigkeit unter Eduard III.

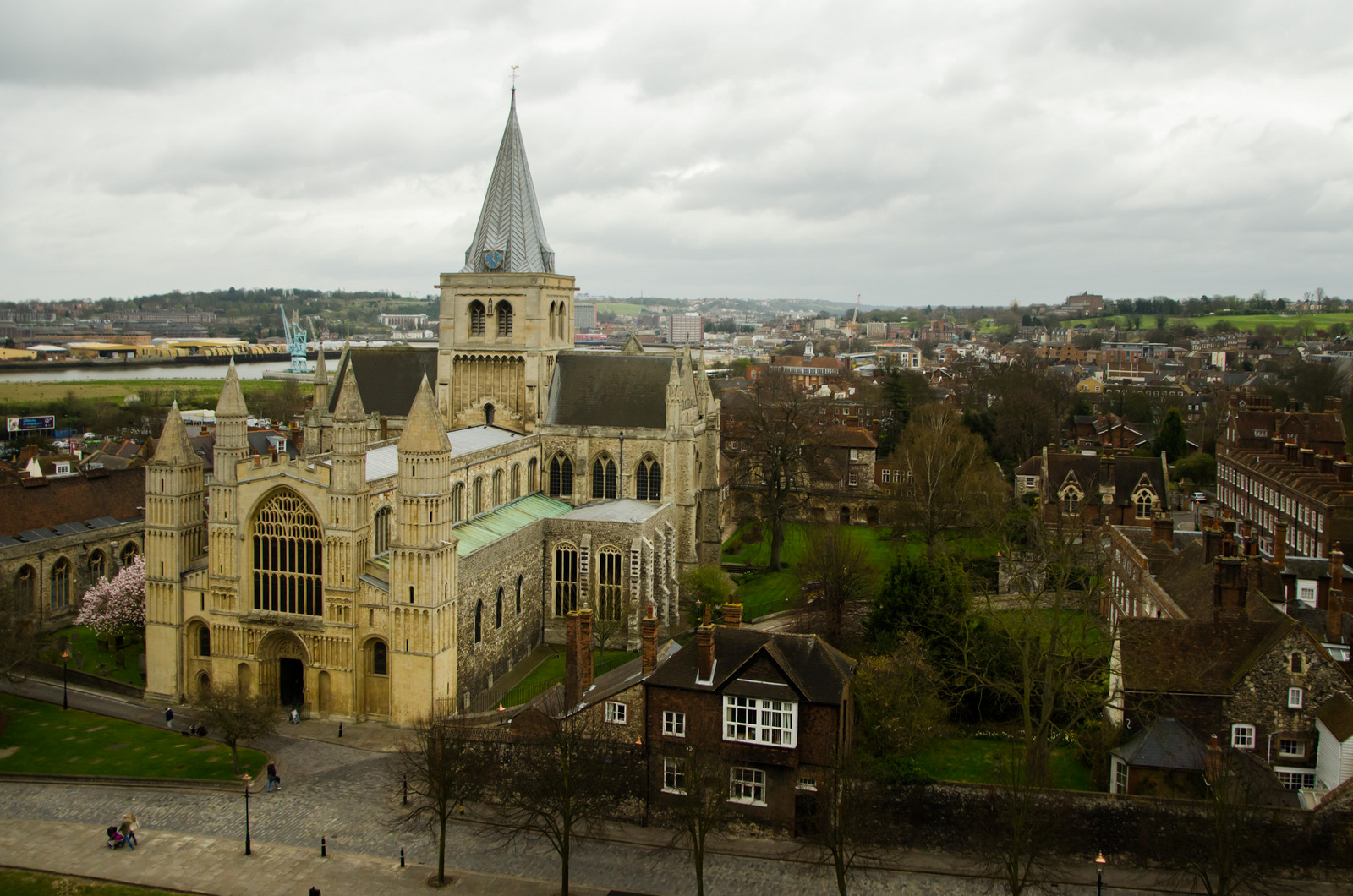
Die unter Hythe erweiterte Kathedrale von Rochester

Hythe lehnte während eines Parlaments am 13. Januar 1327 die Absetzung von Eduard II. ab und gehörte wenig später auch zu den vier Prälaten, die sich weigerten, dem neuen König Eduard III. Treue zu geloben. Allerdings nahm er am 2. Februar an dessen Krönung teil. Dabei soll er sich dafür eingesetzt haben, dass der Krönungseid um den Zusatz, dass der König die Einhaltung von Gesetzen, die von der Gemeinschaft des Reiches beschlossen wurden, schwören musste. Schon bald arrangierte sich Hythe aber mit der neuen Regierung. Er traf den König und Königin Isabelle, als diese während der Fastenzeit 1327 nach Canterbury pilgerten, und verweigerte dem neuen Erzbischof Simon Mepeham seine Unterstützung, als dieser überstürzt die Gegner des neuen Machthabers Mortimer unterstützte. Als ihn aber im Juni 1329 Mortimer drängte, Mitglied des Staatsrats zu werden, lehnte Hythe dies ab. Während der Fastenzeit 1330 lehnte er eine Besteuerung der Geistlichkeit zugunsten der Regierung ab. Nachdem der junge König im Oktober 1330 Mortimer in einem Staatsstreich gestürzt hatte, hätte Hythe angeblich 1332 königlicher Treasurer werden können, doch er zögerte, die Kosten dafür zu übernehmen. Als der König 1333 einen Feldzug nach Schottland führte, stellte Hythe in den Cinque Ports ein Aufgebot zur Verteidigung der Küsten auf. Auch während der Anfangsjahre des Hundertjährigen Kriegs war er an der Organisation der Küstenverteidigung beteiligt. Er vermied es jedoch weiterhin, politische Ämter zu übernehmen, und beschränkte sich weiter auf die Verwaltung seiner Diözese und auf Baumaßnahmen.

## Tätigkeit als Bischof
Während Hythes Amtszeit wurde der neue Vierungsturm der Kathedrale von Rochester errichtet und die Querschiffe wurden eingewölbt. Mehrmals kam es zwischen ihm und den Mönchen des Kathedralpriorats zum Streit. Als Erzbischof Mepham 1329 eine Visitation des Kathedralpriorats durchführte, wurde Hythe beschuldigt, nicht zu predigen, dass er dafür aber ungeduldig und jähzornig sei. Als sich jedoch zahlreiche andere Prälaten mit Beschwerden über Mepham 1332 an die Kurie wandten, unterstützte Hythe den Erzbischof. Nach dem Tod Mephams 1333 machte Hythe eine seiner seltenen Reisen. Er reiste nach Frankreich und übergab in Rue dem aus Avignon zurückkehrenden neuen Erzbischof John Stratford das Pallium. Ab 1331 hatte Hythe einen heftigen Streit mit Bischof William Airmyn von Norwich, der bis zu dessen Tod 1336 nicht beigelegt wurde.

## Rücktritt und Tod
Spätestens 1352 legte Hythe aus gesundheitlichen Gründen sein Amt nieder. Sein Nachfolger wurde John Sheppey, den Hythe 1333 als neuen Prior des Kathedralpriorats ausgewählt hatte. Auf Bitten von Sheppey erhielt Hythe ab Juni 1353 von der Kurie eine jährliche Pension in Höhe von £ 40. Hythes Sterbejahr ist unbekannt, er wird letztmals im Mai 1357 erwähnt.